# جورج أشلي كامبل
جورج أشلي كامبل (بالإنجليزية: George Ashley Campbell) هو مخترِع ومهندس أمريكي، ولد في 27 نوفمبر 1870 في هاستينغز في الولايات المتحدة، وتوفي في 10 نوفمبر 1954.

## وصلات خارجية
- جورج أشلي كامبل على موقع الموسوعة البريطانية (الإنجليزية)